# Noémi Lefebvre
Noémi Lefebvre (nascuda el 1964) és una escriptora francesa. Va estudiar música i política, finalment esdevenint politòloga als Instituts d'études politiques de la universitat Grenoble II.
Ha escrit diversos llibres, entre els quals:
- L'autoportrait bleu (2009), la seva novel·la debut que ha estat traduïda a l'anglès per Sophie Lewis;
- L'état des sentiments à l'âge adulte (2012);
- L'enfance politique (2015);
- Poétique de l'emploi (2018), que li ha valgut un creixent reconeixement a França.

Lefebvre col·labora regularment al website de periodisme francès independent Mediapart i a la revista literària bilingüe franco-alemanya La mer gelée.
Va néixer a Caen i viu a Lió.